# Thomas Hickey (pittore)
Thomas Hickey (Dublino, 1741 – Madras, 1824) è stato un pittore e viaggiatore irlandese, specializzato in ritrattistica, viaggiò in Europa e nel subcontinente indiano dove operò presso la corte del sultano Fateh Ali Tipu.

## Biografia
Secondogenito di Noah Hickey, un artigiano dublinese di Capel Street, tra il 1753 ed il 1756 studiò presso la Royal Dublin Society, dove vinse diversi premi di pittura. I suoi primi lavori sono tutti conservati presso la National Gallery of Ireland. Nel 1762 e poi ancora nel 1765 si recò a Roma e in quest'ultima occasione raggiunse anche Napoli. Molto probabilmente in questi viaggi in Italia entrò in contatto con la celebre ritrattista elvetica Angelika Kauffmann. Di ritorno nel maggio 1767 dai suoi viaggi italiani, nel 1770 si trasferì a Londra, dove, tra il 1772 ed il 1776 esibì i suoi lavori presso la Royal Academy of Arts, tra i suoi ritratti dell'epoca troviamo anche quello all'attrice Frances Abington, ritratta all'interno del celebre Garrick Club. 

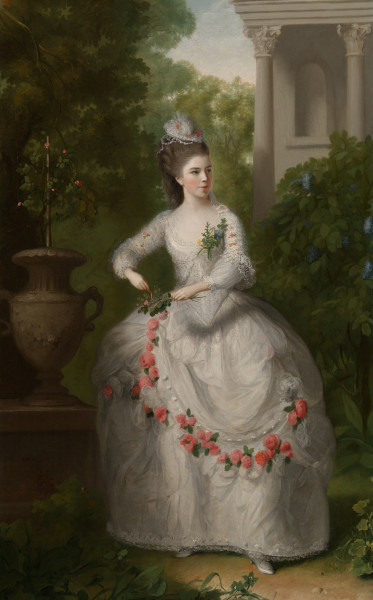
Ritratto dell'attrice Frances Abington nelle vesti del personaggio Lady Bab Lardoon nella commedia The Maid of the Oaks di John Burgoyne.

Nel dicembre del 1776 si trasferì a Bath dove visse per due anni, il 26 marzo 1780 ricevette la licenza da parte della Compagnia delle Indie Orientali di recarsi in India, e partì da Portsmouth il 27 luglio a bordo di un convoglio di cinque vascelli che venne catturato da una flotta di navi spagnole e francesi il 9 agosto 1780. Deportato a Cadice, venne tuttavia rilasciato in quanto considerato un non combattente e gli fu consentito di raggiungere Lisbona dove, per circa tre anni, si costruì una notevole fortuna come abile ritrattista. Il dipinto conservato presso la Tate Gallery dal titolo A Girl Leaning on a Piano appartiene a questo periodo della sua produzione. Alla fine del 1783 lasciò il Portogallo e raggiunse finalmente Calcutta nel marzo del 1784. 

Per circa tre anni, Hickey ottenne un considerevole successo nella sua attività di ritrattista, grazie anche al patrocinio dell'avvocato e memorialista William Hickey, il ritratto dal titolo The Indian Lady del 1787, che ritrae probabilmente Jemdanee, la concubina bengalese di William Hickey, è considerato uno dei suoi capolavori. 

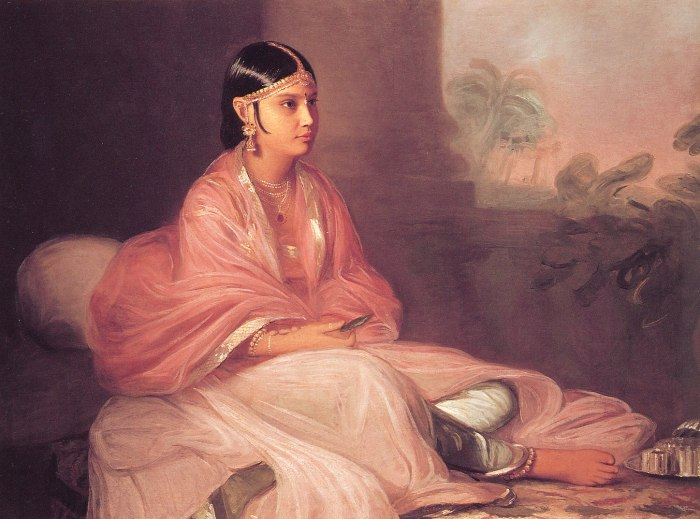
The Indian Lady dipinto nel 1787 e ora conservato presso la National Gallery of Ireland.

 La sua fortuna, tuttavia, iniziò a declinare con il ritorno in India del rinomato pittore Johann Zoffany. Nel 1791 Hickey decise di fare ritorno in patria.
Nel 1792 ricevette l'invito per conto del diplomatico inglese George Macartney di accompagnarlo come pittore ufficiale della sua prima spedizione diplomatica a Pechino. La missione diplomatica durò dal settembre 1792 al settembre del 1794, periodo nel quale Hickey si dedicò molto meno alla pittura e molto di più nei suoi studi personali e nelle sue conversazioni con Macartney. Di ritorno dalla spedizione Hickey trascorse circa quattro anni tra Londra e Dublino senza produrre opere di particolare rilievo e, agli inizi del 1798, fece ritorno in India accompagnato dalle sue due figlie (non esistono fonti o testimonianze del suo matrimonio e dell'identità di sua moglie).